# کلیسا (آیووا)
کلیسا (به انگلیسی: Church) یک منطقهٔ مسکونی در ایالات متحده آمریکا است که در شهرستان آلاماکی، آیووا واقع شده‌است. کلیسا ۳۸۴٫۹۷ متر بالاتر از سطح دریا واقع شده‌است.